# آندره بکه
آندره بکه (فرانسوی: André Becquet‎) بازیکن هاکی روی چمن اهل بلژیک بود. از افتخارات وی میتوان به کسب مدل برنز در بازی‌های المپیک تابستانی ۱۹۲۰ اشاره کرد.